# Anabazenops dorsalis
Anabazenops dorsalis là một loài chim trong họ Furnariidae.